# Teorema de Cayley
|  | No s'ha de confondre amb el Teorema de Cayley-Hamilton. |

En teoria de grups, el teorema de Cayley, dit així en honor d'Arthur Cayley, estableix que tot grup G és isomorf a un subgrup del grup simètric actuant sobre G. Aquest resultat es pot interpretar com un exemple de l'acció de grup de G sobre els elements de G.
Una permutació d'un conjunt G és qualsevol funció bijectiva entre G i G; i el conjunt de totes aquestes funcions configura un grup amb l'operació de composició, anomenat grup simètric sobre G, i simbolitzat per Sim(G).
El teorema de Cayley col·loca tots els grups al mateix nivell, ja que considera qualsevol grup (incloent-hi grups infinits com (R,+)) com un grup de permutacions sobre algun conjunt subjacent. Així, els teoremes que són certs per a subgrups de grups de permutacions també són certs per a grups en general. No obstant això, Alperin i Bell apunten que
| «                                                           | (anglès) in general the fact that finite groups are imbedded in symmetric groups has not influenced the methods used to study finite groups. | (català) en general, el fet que els grups finits estiguin immersos en grups simètrics no ha influït els mètodes per estudiar els grups finits. | » |
| — J. L. Alperin i Rowen B. Bell, Groups and representations | | |   |

L'acció regular utilitzada en la demostració del teorema de Cayley no genera la representació de G en un grup de permutacions d'ordre mínim. Per exemple, S₃, que és un grup simètric d'ordre 6, es representaria mitjançant l'acció regular com un subgrup de S₆ (un grup d'ordre 720). El problema de trobar una immersió d'un grup en un grup simètric d'ordre mínim és significativament més complicat.

## Història
Encara que sembli una idea elemental, cal notar que, en l'època, no existien aquestes definicions modernes, i quan Cayley introduí el que actualment es coneix com a grups, no estava clar immediatament que fossin equivalents a la noció de grups coneguda llavors, que actualment es coneixen com a grups de permutacions. El teorema de Cayley va unificar aquests dos conceptes.
Encara que William Burnside
atribueix el teorema a Jordan,
Eric Nummela argumenta que el nom pel qual es coneix actualment el resultat, "Teorema de Cayley", és, de fet, apropiat. Cayley, en la seva publicació original de 1854, mostrava que la correspondència en el teorema és unívoca, però no va aconseguir demostrar explícitament que es tractava d'un homomorfisme (i per tant un isomorfisme). No obstant això, Nummela ressalta que Cayley va divulgar aquest resultat a la comunitat matemàtica de la seva època, avançant-se així uns 16 anys a la publicació de Jordan.

## Demostració del teorema
Si g és un element qualsevol de G, i si denotem per ∗ l'operació de grup, considerem la funció fg : G → G, definida per fg(x) = g ∗ x. Per l'existència de l'element invers, aquesta funció admet una inversa pels dos costats, {\displaystyle f_{g^{-1}}}. Per tant, la multiplicació per g actua com una funció bijectiva. Així, fg és una permutació de G i, per tant, pertany a Sim(G).
El conjunt K = {fg : g ∈ G} és un subgrup de Sim(G) que és isomorf a G. La manera més ràpida de veure-ho és considerar la funció T : G → Sym(G) amb T(g) = fg per a tot g de G. T és un isomorfisme de grups perquè (emprant · per simbolitzar la composició a Sim(G)):
{\displaystyle {\begin{aligned}(f_{g}\cdot f_{h})(x)&=f_{g}(f_{h}(x))\\&=f_{g}(h*x)\\&=g*(h*x)\\&=(g*h)*x\\&=f_{g*h}(x),\end{aligned}}}
per a tot x de G, i per tant:
{\displaystyle T(g)\cdot T(h)=f_{g}\cdot f_{h}=f_{g*h}=T(g*h).}
L'homomorfisme T també és injectiu perquè T(g) = idG (l'element neutre de Sim(G)) implica que g ∗ x = x per a tot x de G, i si prenem x que sigui l'element neutre e de G obtenim g = g ∗ e = e. Alternativament, T també és injectiva perquè, si g ∗ x = g′ ∗ x, això implica que g = g′ (ja que tot grup és cancel·latiu).
Així, G és isomorf a la imatge de T, que és el subgrup K.
Hom diu que T és la representació regular de G.

### Demostració alternativa
Una demostració alternativa del teorema utilitza el llenguatge de les accions de grup. Considerem el grup G com a G-conjunt; es pot demostrar que admet una representació de permutacions {\displaystyle \phi }.
En primer lloc, suposem que {\displaystyle G=G/H} amb {\displaystyle H=\{e\}}. Llavors l'acció de grup és {\displaystyle g.e} per la classificació de G-òrbites (també conegut com a Teorema d'òrbita-estabilitzador).
Ara, la representació és fidel si {\displaystyle \phi } és injectiva, és a dir, si el nucli de {\displaystyle \phi } és trivial. Suposem que {\displaystyle g\in \ker \phi } Aleshores {\displaystyle g=g.e=\phi (g).e} per l'equivalència entre la representació de permutacions i l'acció de grup. Però com que {\displaystyle g\in \ker \phi }, llavors {\displaystyle \phi (g)=e} i, per tant, {\displaystyle \ker \phi } és trivial. Aleshores {\displaystyle \mathrm {Im} \phi <G} i el resultat és una conseqüència del primer teorema d'isomorfisme.

## Observacions sobre la representació de grup regular
L'element neutre del grup correspon a la permutació identitat. Qualsevol altre element del grup correspon a una permutació que no deixa fix cap element. Com que això també és cert per a qualsevol potència dels elements del grup (més petita que l'ordre de l'element), cada element correspon a una permutació que consisteix en cicles de la mateixa longitud: aquesta longitud és l'ordre de l'element. Els elements de cada cicle formen una classe lateral per l'esquerra del subgrup generat per l'element.

## Exemples de la representació de grup regular
- Z₂ = {0,1} amb la suma mòdul 2; l'element 0 del grup correspon a la permutació identitat e, i l'element 1 del grup a la permutació (12). Per exemple, 0 +1 = 1 i 1+1 = 0, de tal manera que 1 ↦ 0 i 0 ↦ 1, com ho farien sota una permutació.
- Z₃ = {0,1,2} amb la suma mòdul 3; l'element 0 del grup correspon a la permutació identitat e, l'element 1 del grup correspon a la permutació (123), i l'element 2 del grup a la permutació (132). Per exemple, 1 + 1 = 2 correspon a (123)(123)=(132).
- Z₄ = {0,1,2,3} amb la suma mòdul 4; els elements corresponen a e, (1234), (13)(24) i (1432).
- Els elements del grup de Klein {e, a, b, c} corresponen a e, (12)(34), (13)(24) i (14)(23).
- S₃ (el grup diedral d'ordre 6) és el grup de totes les permutacions de 3 objectes, però també és un grup de permutacions dels 6 elements del grup, i d'aquesta darrera forma és la seva representació regular.

| * | e | a | b | c | d | f | permutació   |
| - | - | - | - | - | - | - | ------------ |
| e | e | a | b | c | d | f | e            |
| a | a | e | d | f | b | c | (12)(35)(46) |
| b | b | f | e | d | c | a | (13)(26)(45) |
| c | c | d | f | e | a | b | (14)(25)(36) |
| d | d | c | a | b | f | e | (156)(243)   |
| f | f | b | c | a | e | d | (165)(234)   |

## Generalització
Un resultat més general que el teorema de Cayley consisteix a condiderar el cor d'un grup arbitrari {\displaystyle G}. En general, si {\displaystyle G} és un grup i {\displaystyle H} n'és un subgrup amb {\displaystyle |G:H|<\infty }, llavors {\displaystyle G/\operatorname {Core} _{G}(H)} és isomorf a un subgrup de {\displaystyle \Sigma _{|G:H|}}. En particular, si {\displaystyle G} és un grup finit i definim {\displaystyle H=1} llavors obtenim el resultat clàssic.